# 劉濟民 (演員)
劉濟民（1973年7月20日—），男，台灣本土劇演員，童星出身，高中時曾離開演藝圈，後來因無法忘情演戲復出。
演出多部戲說台灣的單元，目前是大愛電視中的常駐演員。

## 作品

### 電視劇
| 年 份      | 頻 道                      | 劇 名                          | 飾 演          |
|            | 八大綜合台                 | 《少年檔案》- 少年集體凌虐事件 |                |
| 1984年     | 中視                       | 《一剪梅》                     | 梁鈺坤（童年） |
| 1985年     | 台視                       | 《老師老師》                   | 李來福         |
| 1985年     | 台視                       | 《星星月亮太陽》               | 小堅白         |
| 1987年     | 台視                       | 《勇者的奮鬥》                 | 楊青哲         |
| 1988年     | 台視                       | 《萬世師表》                   | 楊青哲         |
| 2005年     | 中視                       | 《冤家拼親家》                 |                |
| 三立台灣台 |                            |                                |                |
| 2002年     | 戲說台灣《芒神治歹子》     | 正雄                           |                |
| 2002年     | 戲說台灣《孝子釘》         | 許坤                           |                |
| 2002年     | 戲說台灣《天子劍》         | 林志雄                         |                |
| 2002年     | 戲說台灣《刀疤藝旦》       | 陳俊傑                         |                |
| 2003年     | 戲說台灣《一見發財》       | 吳文昌                         |                |
| 2003年     | 戲說台灣《鳳山檨仔精》     | 阿國                           |                |
| 2003年     | 戲說台灣《陰間捕快紅旗公》 |                                |                |
| 2003年     | 戲說台灣《還陽妻》         | 江海                           |                |
| 2003年     | 戲說台灣《火燒艋舺》       | 文彬                           |                |
| 2003年     | 戲說台灣《千年鰻精》       | 阿明                           |                |
| 2003年     | 戲說台灣《紅面觀音》       |                                |                |
| 2004年     | 戲說台灣《王爺奶奶巡男丁》 | 英雄                           |                |
| 2004年     | 戲說台灣《金魅》           | 天生                           |                |
| 2004年     | 戲說台灣《烈嶼風雞》       | 林阿泰                         |                |
| 2004年     | 戲說台灣《芹壁村藏寶》     | 林世慶                         |                |
| 2004年     | 戲說台灣《羅漢腳肖娶某》   | 阿勇                           |                |
| 2004年     | 戲說台灣《相皇宮送子》     | 黃大龍                         |                |
| 2005年     | 戲說台灣《生死情緣》       | 陳明宏                         |                |
| 2005年     | 戲說台灣《無頭轎洗奇冤》   | 明峰                           |                |
| 2005年     | 戲說台灣《五呎仙童》       | 山狗精                         |                |
| 2005年     | 戲說台灣《鐵甲元帥》       | 蔡富貴                         |                |
| 2005年     | 戲說台灣《拾頭奇譚》       | 志明                           |                |
| 2006年     | 戲說台灣《打狗埋金山》     | 廖阿保                         |                |
| 2007年     | 戲說台灣《人魚小姐》       | 阿清                           |                |
| 2007年     | 戲說台灣《水仙夢》         | 蔡家泰                         |                |
| 2009年     | 戲說台灣《蓋魂》           | 劉志輝                         |                |
| 2009年     | 戲說台灣《神雞土地公》     | 楊火獅                         |                |
| 2009年     | 戲說台灣《懶屍仙告財神》   | 三萬五                         |                |
| 2010年     | 戲說台灣《八字笑姻緣》     | 蔡平安                         |                |
| 2010年     | 戲說台灣《蘭潭抓交替》     | 蘇大富                         |                |
| 2010年     | 戲說台灣《一兩肉渡和尚》   | 和平                           |                |
| 2010年     | 戲說台灣《狗人問天劫》     | 金生                           |                |
| 2010年     | 戲說台灣《轉運蜘蛛穴》     | 林家慶                         |                |
| 2011年     | 戲說台灣《驚某大丈夫》     | 嘉義                           |                |
| 2011年     | 戲說台灣《王爺公收部將》   | 富慶 林水文                    |                |
| 2012年     | 戲說台灣《男觀音娶親》     | 杜定 蜥蜴精                    |                |
| 2012年     | 戲說台灣《拿槍的神明》     | 柯樹根                         |                |
| 2012年     | 戲說台灣《天香的秘密》     | 忠成                           |                |
| 2012年     | 戲說台灣《石獅的咒懺》     | 桂明                           |                |
| 2013年     | 戲說台灣《月老逼紅鸞》     | 李文龍                         |                |
| 2013年     | 戲說台灣《五爪豬討命》     | 楊阿賢                         |                |
| 2015年     | 戲說台灣《雙生口水王》     | 王坤成                         |                |
| 2016年     | 戲說台灣《粿好年》         | 陳有財                         |                |
| 2018年     | 戲說台灣《威靈公救子》     | 王建龍                         |                |
| 2021年     | 《天之驕女》               | 阿炮                           |                |
| 2021年     | 戲說台灣《四鯤鯓風雲》     | 黑狗精 甘樂                    |                |
| 2021年     | 戲說台灣《叫魂奇譚》       | 江豐                           |                |
| 2022年     | 戲說台灣《乞食鬥地主》     | 王永松                         |                |
| 2022年     | 戲說台灣《五龍追兇》       | 文叔 張中發                    |                |
| 2022年     | 戲說台灣《醫神化鬼母冤》   | 憨仔                           |                |
| 2023年     | 戲說台灣《驚世奇案陳守娘》 | 廖明德(師爺)                   |                |
| 2023年     | 戲說台灣《池王爺解生死劫》 | 林生                           |                |
| 2024年     | 戲說台灣《財神包娶某》     | 卓有財                         |                |
| 2024年     | 戲說台灣《神鬼廖添丁》     | 許萬金                         |                |
| 2024年     | 戲說台灣《真武筆畫魂》     | 賴進                           |                |
| 2024年     | 戲說台灣《喜神救新娘》     | 陳明通                         |                |
| 2025年     | 戲說台灣《醫聖華陀觕徒弟》 | 李豐富                         |                |
| 2025年     | 戲說台灣《溜寶貝安太歲》   | 白來喜                         |                |
| 2003年     | 八大第一台                 | 第一劇場《針線情》             | 陳錦富         |
| 2008年     | 民視                       | 《娘家》                       | 亞倫           |
| 2006年     | 大愛電視台                 | 《人生旅程(Ⅰ)緣》              | 張建中         |
| 2008年     | 大愛電視台                 | 《走過好味道》                 | 林家慶         |
| 2010年     | 大愛電視台                 | 《路邊董事長》                 | 葉榮彬         |
| 2012年     | 大愛電視台                 | 《聽見，愛》                   | 林品正         |
| 2012年     | 大愛電視台                 | 《陪你看天星》                 | 李正雄         |
| 2013年     | 大愛電視台                 | 《路長情更長》                 | 文輝           |
| 2015年     | 大愛電視台                 | 《明日天晴》                   | 江正富主任     |
| 2015年     | 大愛電視台                 | 《金門大國銘》                 | 許建國         |
| 2016年     | 大愛電視台                 | 《家有滿子》                   | 魏賢德         |
| 2016年     | 大愛電視台                 | 《我家的方程式》               | 阿章           |
| 2017年     | 大愛電視台                 | 《清風無痕》                   | 黃董           |
| 2017年     | 大愛電視台                 | 《若是來恆春》                 | 郭崇盛         |
| 2017年     | 大愛電視台                 | 《我綿一家人》                 | 坤財           |
| 2017年     | 大愛電視台                 | 《竹南往事》                   | 范先生         |
| 2018年     | 大愛電視台                 | 《同學，早安！》               | 張玉麟院長     |
| 2018年     | 大愛電視台                 | 《黃金大天團》                 | 阿喜           |
| 2019年     | 大愛電視台                 | 《雨過天青》                   | 張東旭老師     |
| 2019年     | 大愛電視台                 | 《菜頭梗的滋味》               | 梁安順師兄     |
| 2019年     | 三立、台視                 | 《你有念大學嗎？》             | 議長           |
| 2019年     | 大愛電視台                 | 《人生二十甲》                 | 永富           |
| 2019年     | 大愛電視台                 | 《與愛同行》                   | 莊文賢         |
| 2020年     | friDay影音、公視           | 《國際橋牌社》                 | 謝有德         |
| 2020年     | 大愛電視台                 | 《我家的美好時光》             | 陳通源         |
| 2020年     | 公視台語台、華視主頻       | 《老姑婆的古董老菜單》         | 魷魚順         |
| 2020年     | 三立都會台、華視主頻       | 《廢財闖天關》                 | 王宗興         |
| 2020年     | 大愛電視台                 | 《迎風而立》                   | 志誠堂哥       |
| 2021年     | 大愛電視台                 | 《姊姊向前衝》                 | 柯武雄師兄     |
| 2021年     | 大愛電視台                 | 《飄洋過海來愛你》             | 阿俊           |
| 2021年     | 大愛電視台                 | 《阿良的歸白人生》             | 阿榮兄         |
| 2021年     | 大愛電視台                 | 《阿芬的幸福修練》             | 李金園         |
| 2021年     | YouTube、公視              | 《國際橋牌社2》                | 謝有德         |
| 2021年     | 大愛電視台                 | 《一路芬芳》                   | 劉志聘         |
| 2022年     | 大愛電視台                 | 《隨風 隨緣》                  | 阿德           |
| 2023年     | 大愛電視台                 | 《搜尋者》                     | 阿強           |
| 2025年     | 大愛電視台                 | 《我們六個》                   | 書店老闆       |
| 2025年     | 大愛電視台                 | 《日日好食光》                 |                |

### 電影
| 年 份  | 片 名          | 飾 演    | 導 演  |
| 1986年 | 《唐山過台灣》 |          | 李行   |
| 2021年 | 《金不厭詐》   | 阿鴻教官 | 王重正 |

### 音樂錄影帶
| 年份 | 歌名                    | 歌手   |
| ---- | ----------------------- | ------ |
| 2021 | 八仙過海Won’t be afraid | 林亭翰 |

## 外部連結
- 劉濟民的Facebook專頁